# 현실-가상 연속체

현실-가상 연속체

가상 연속체는 완벽한 가상에서부터 완벽하게 현실까지를 나타내는 연속적인 규모이다. 또한 현실-가상 연속체는 모든 가능한 경우, 즉 현실과 가상 사이의 어떤 일이나 현실과 가상 물체들의 합성을 아우르는 개념이다. 이는 뉴 미디어나 컴퓨터 과학에서 설명되어 온 개념으로, 처음 이 개념을 주장한 사람은 폴 밀그램이다.

## 같이 보기
- 컴퓨터 매개 현실
- 확장 현실